# Prix Michelle-Le-Normand
Le prix Michelle-Le-Normand est un prix littéraire québécois décerné deux années, en 1971 et 1972. 
Il était géré par la Société des écrivains canadiens et était décerné à un auteur de littérature jeunesse.

## Liste des lauréats du prix
- 1971 - Monique Corriveau
- 1972 - Paule Daveluy